# Ernst Plate
Ernst Plate (* 6. Mai 1900 in Hamburg; † 14. Januar 1973 ebenda) war ein Hamburger Senator und Manager in der Logistikbranche.

## Leben
Nach der Lehrzeit als Außenhandelskaufmann trat er 1926 in die damalige Hamburger Freihafen Lagerhaus Gesellschaft ein. Dort wurde er 1930 Prokurist und im Jahr 1936 Vorstandsmitglied. Zum 1. April 1936 trat er der NSDAP bei (Mitgliedsnummer 3.750.525). Nach dem Zweiten Weltkrieg wurde er 1946 Vorstandsvorsitzender der nunmehrigen Hamburger Hafen- und Lagerhausgesellschaft (HHLA).
Nach dem Wahlsieg des Hamburg-Block bei Bürgerschaftswahl am 1. November 1953 nominierte die Hamburger FDP ihr Mitglied Plate für das Wirtschaftsressort. Sie versprach sich von ihm neue Akzente in der Wirtschaftsförderung, vor allem aber in der Hafenpolitik. Am 2. Dezember 1953 wählte die Hamburgische Bürgerschaft Plate wie auch die übrigen Kandidaten des Hamburg-Blocks zu Senatoren. Bis nach der Bürgerschaftswahl 1957 gehörte er dem Senat der Freien und Hansestadt Hamburg als Senator für Wirtschaft und  Verkehr an. Von 1961 bis 1970 war er Mitglied des Verwaltungsrates der Deutschen Bundesbahn, von 1947 bis 1967 Präsident des Zentralverbandes Deutscher Seehafenbetriebe.
Während seiner Tätigkeit hat er den Wiederaufbau des Hamburger Hafens nach den schweren Zerstörungen im Zweiten Weltkrieg maßgeblich mitbestimmt.